# Эйпен-Мальмеди

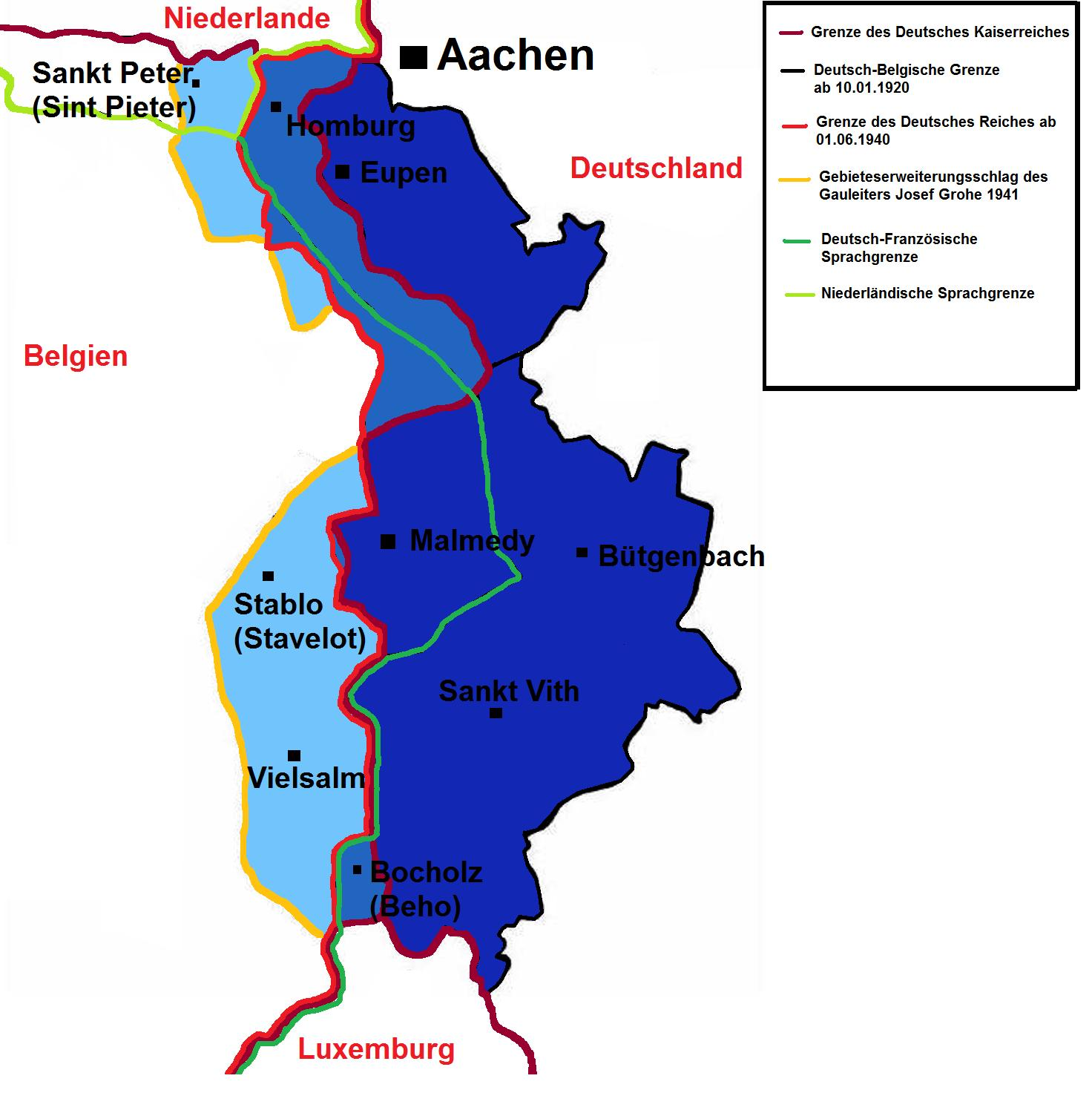
Изменения границ Эйпен-Мальмеди между 1920 и 1945

Эйпен-Мальмеди — часть территории Бельгии на границе с Германией. Ныне часть округа города Вервье провинции Льеж. В современной Бельгии регион известен, как Восточные кантоны (нидерл. Oostkantons, фр. Cantons de l'Est, нем. Ostkantone). Этот термин чаще используется в нидерландском и французском языке, реже — в немецком. В немецком чаще используется термин Восточная Бельгия (нем. Ostbelgien).
До 1795 года эта территория входила в состав герцогства Лимбург, герцогства Брабант, Австрийских Нидерландов, княжества-аббатства Ставло-Мальмеди и герцогства Люксембург. В 1794—1814 годах входила в состав наполеоновской Франции. В результате решений Венского конгресса в 1815 году была включена в состав Пруссии, а позднее оказались в составе Германской империи.
После поражения Германии в Первой мировой войне район Эйпен-Мальмеди был передан Бельгии: в 1920 году был проведён плебисцит по этому вопросу, тогда же было установлено бельгийское оккупационное управление. В 1925 году территория была окончательно включена в состав Бельгии, а её жители получили бельгийское подданство. Также по итогам Первой Мировой в 1920 году войны Бельгии был передан Мореснет, «нейтральная зона» не входившая в состав Бельгии, Нидерландов и Германии. Территория Мореснета (ныне — бельгийская коммуна Кельмис) также считается частью региона Эйпен-Мальмеди (Восточных кантонов). 
В 1940 году, когда Бельгия была оккупирована нацистской Германией в ходе Второй мировой войны, данная территория была вновь включена непосредственно в состав Германии, где и находилась до 1945 года. После войны была возвращена Бельгии; соглашения о корректировке границы между Бельгией и ФРГ проводились в 1949 и 1958 годах и были подтверждены соглашением 1956 года.
Регион Эйпена-Мальмеди никогда не был гомогенным в языковом отношении. Мальмеди оставался франкоязычным городом даже в то время, когда он входил в состав Пруссии и Германии. В то же время большая часть региона, включенного в состав Бельгии по итогам Первой Мировой войны, была немецкоязычной.
В 1970 году немецкоязычные территории Восточных кантонов получили статус «культурного сообщества» — ограниченной автономии с полномочиями в области культуры. В 1984 году здесь было сформировано Немецкоязычное сообщество Бельгии, имеющее широкую автономию в составе федерального бельгийского государства.